# Synodontis tessmanni
Synodontis tessmanni är en afrikansk, afrotropisk fiskart i ordningen Malartade fiskar som lever endemiskt i Kamerun. Den är främst nattaktiv. Denna fisk kan bli upp till 18,6 cm och lever i 3,7 år.